# Wendelstein (Memleben)

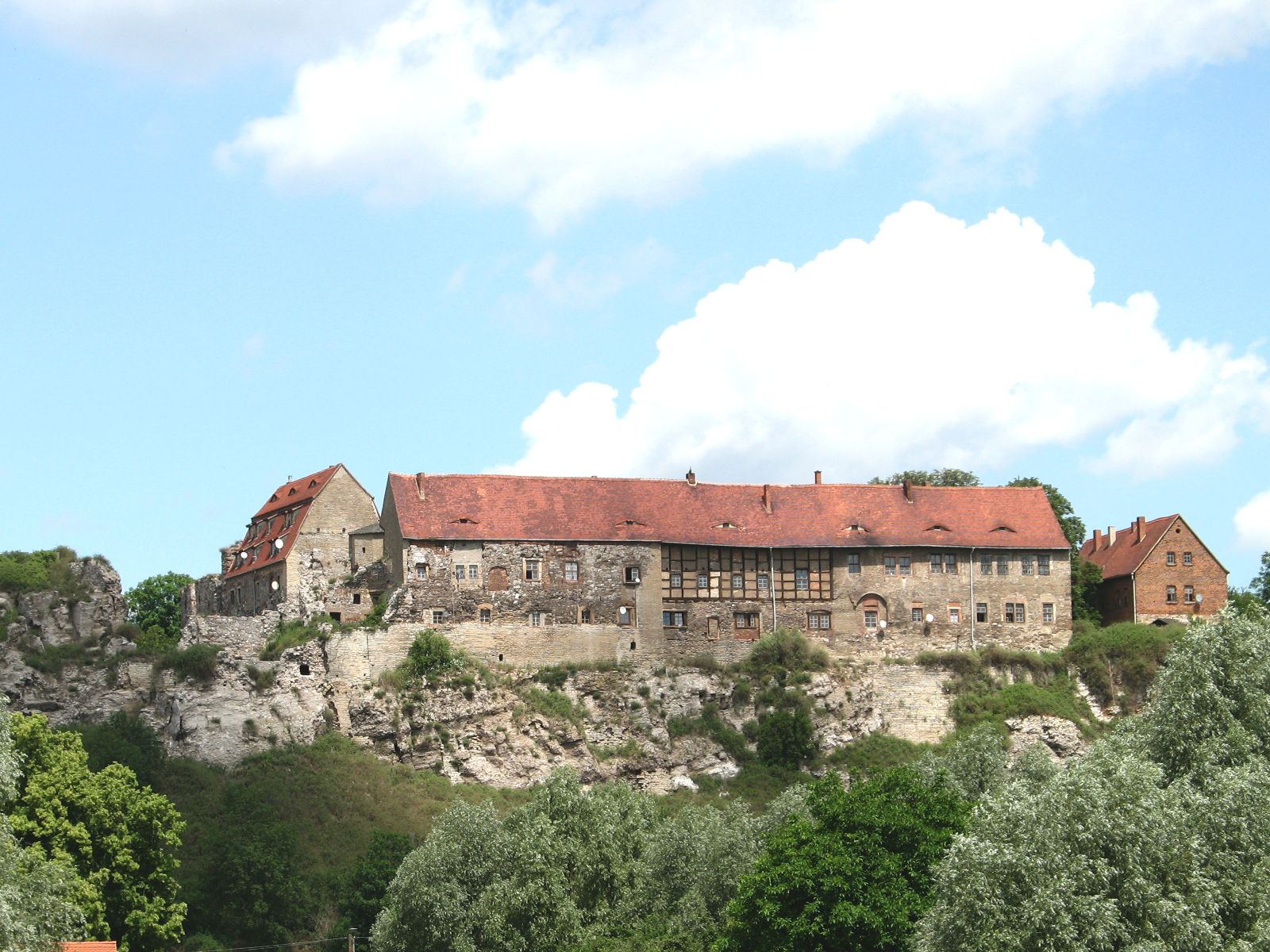
Südseite der Burg Wendelstein bei Memleben, 2007

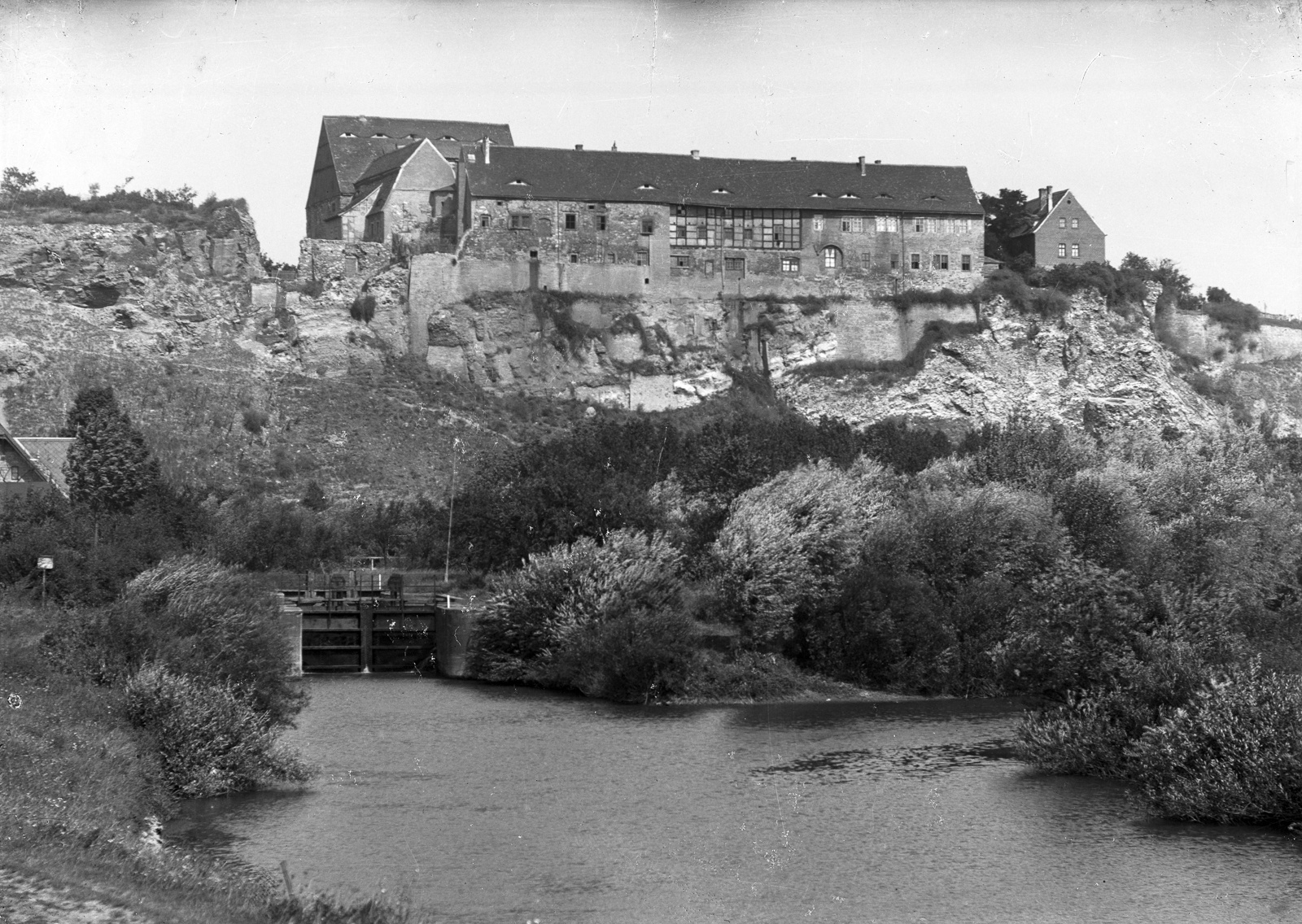
Ansicht um 1920 von Süden über die Unstrut

Karte von Wendelstein (um 1750)

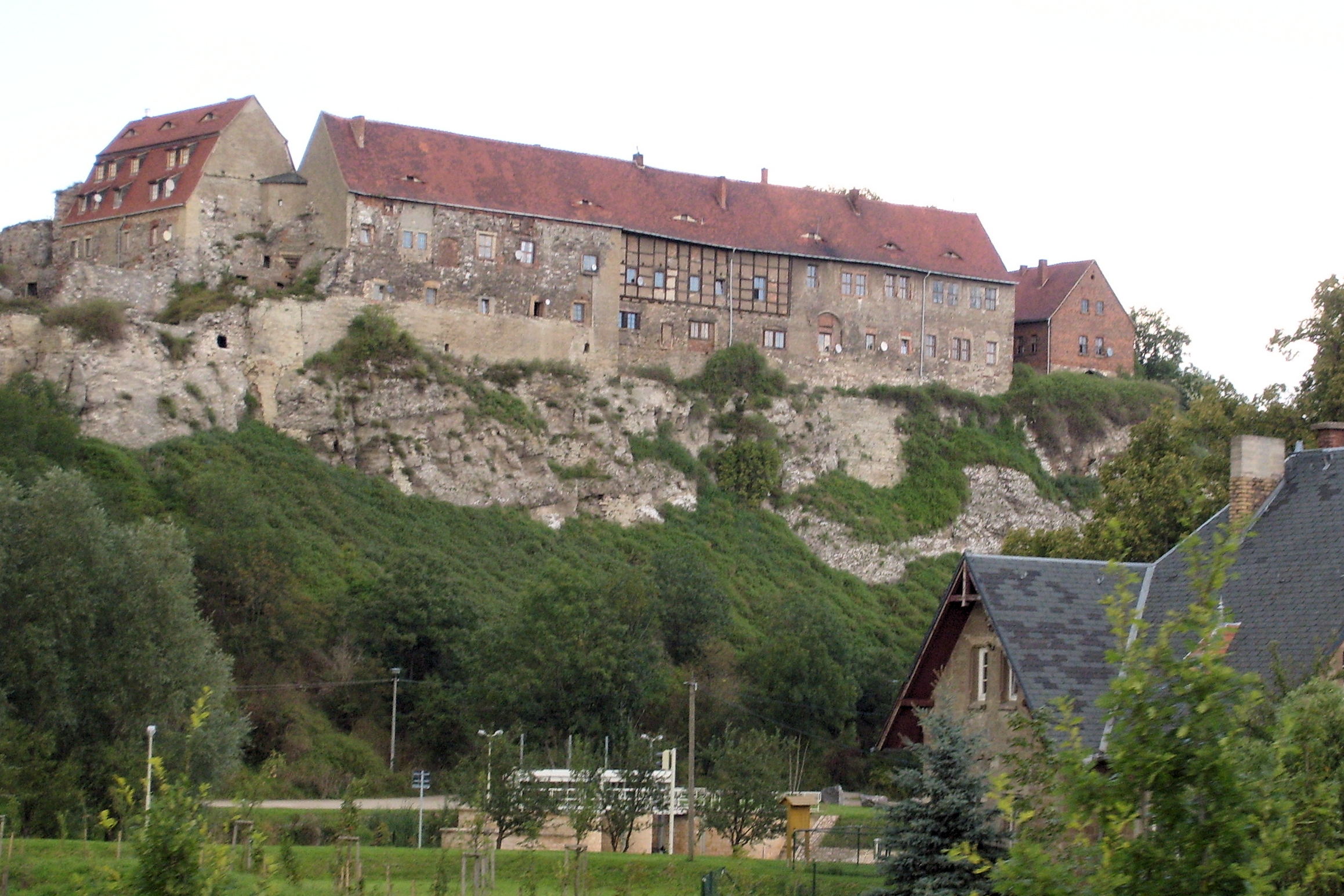
Burg Wendelstein, Ansicht von der Unstrutbrücke der L214, 2007

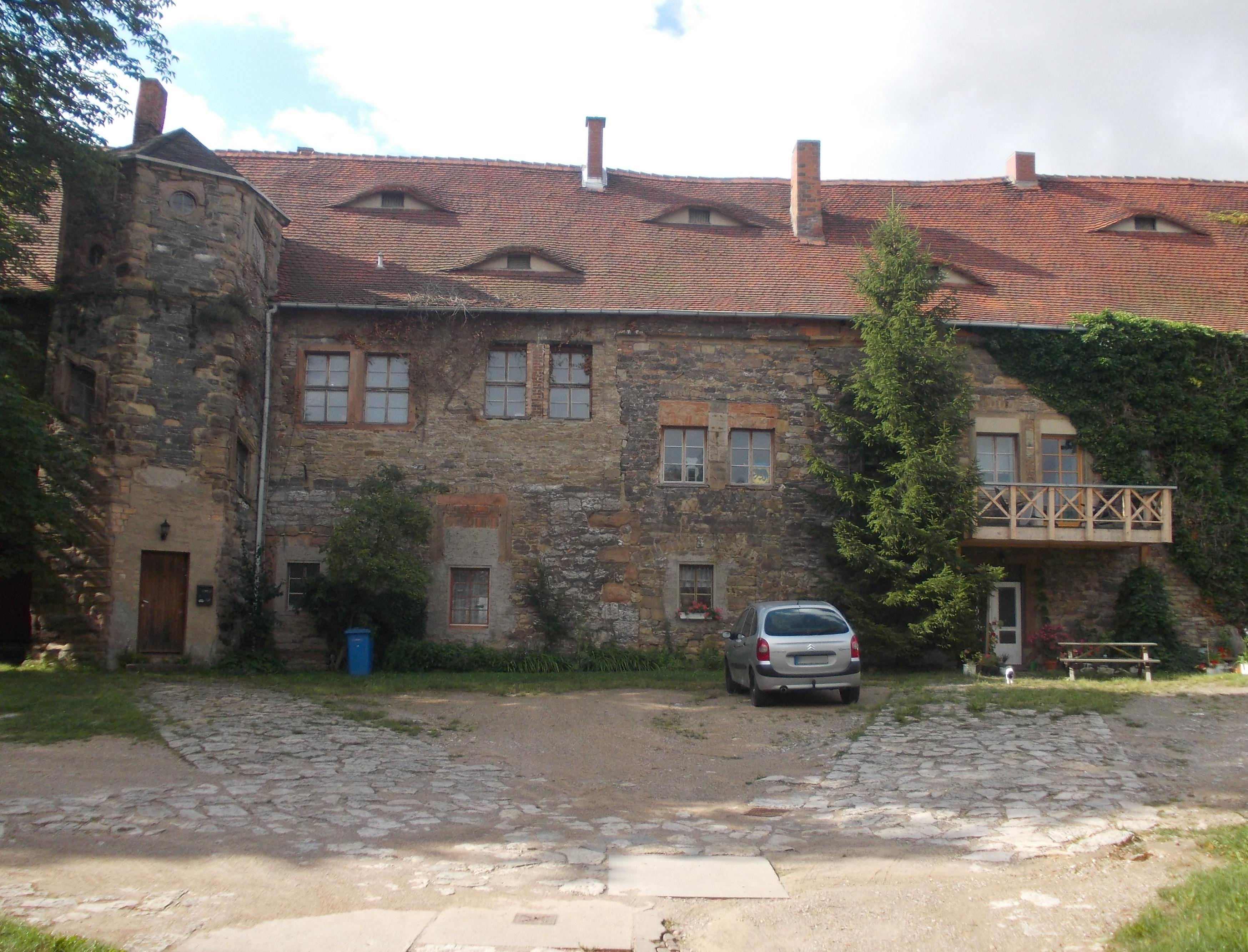
Mittleres Schloss (Südflügel der Oberburg)

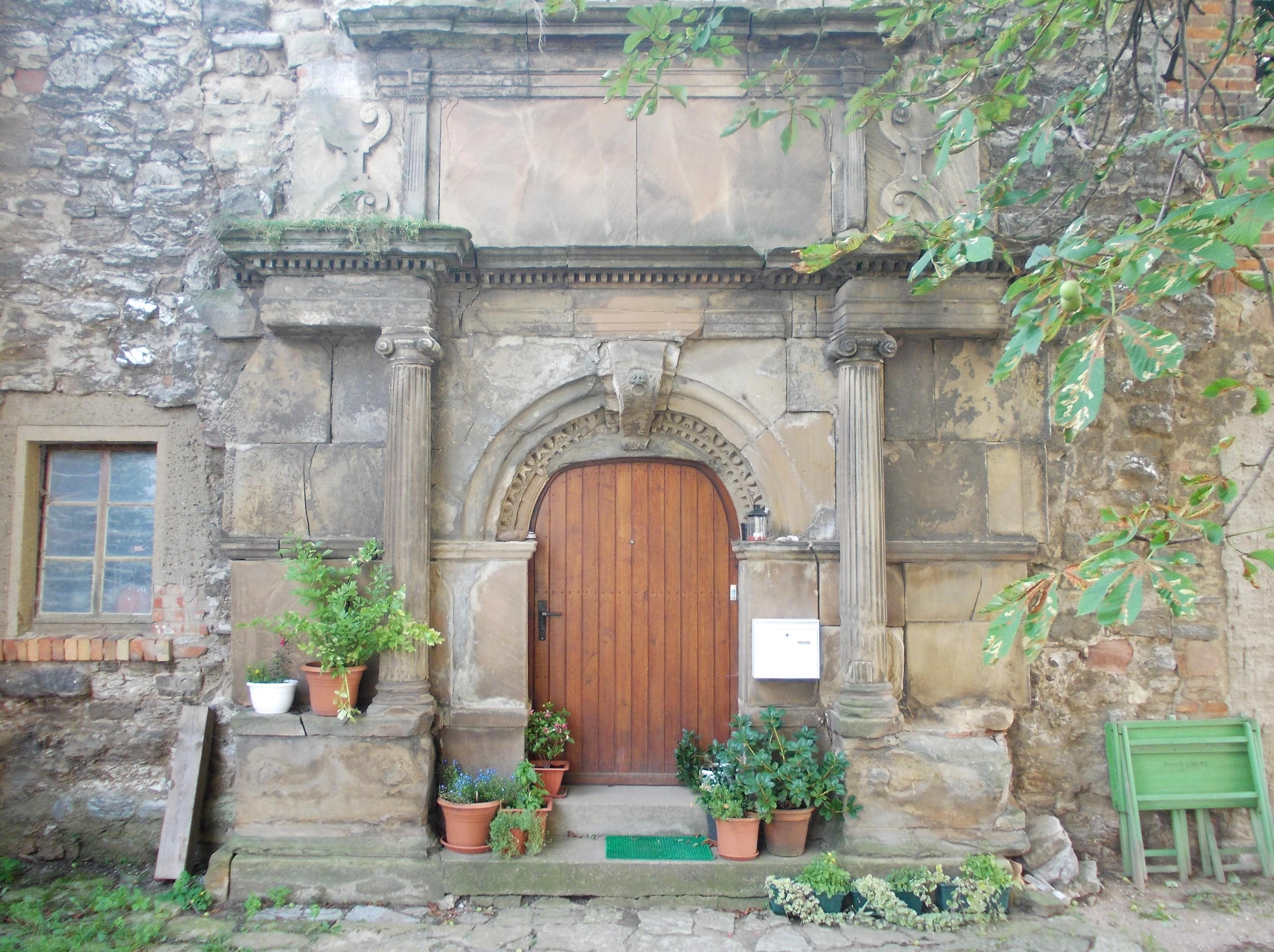
Portal des Neuen Schlosses

Wendelstein ist ein Ortsteil der Gemeinde Kaiserpfalz im Burgenlandkreis im südlichen Sachsen-Anhalt, der nach der – teilweise sanierten und bewohnten – gleichnamigen mittelalterlichen Burgruine aus dem 14. Jahrhundert benannt ist. Die Burg war zeitweise zur Festung Wendelstein ausgebaut.

## Lage
Burg und Ortschaft Wendelstein liegen auf einer Anhöhe, die unmittelbar an der Unstrut schroff abfällt.
Die Lage auf dem 30 m hohen Gipsfelsen macht eine Burganlage bereits für das frühe Mittelalter als Grenzfeste der Sachsen gegen die Franken wahrscheinlich; diskutiert wird auch, ob die ottonische Kaiserpfalz Memleben hier gelegen haben könnte.
Wendelstein liegt östlich des thüringischen Wiehe.

## Geschichte
Urkundlich bezeugt ist die Burg erstmals 1312 unter den nachgelassenen Besitzungen der Grafen von Rabenswalde, als Wendilsteyn 1322.
Sie gehörte zunächst den Grafen von Weimar-Orlamünde, diese verloren sie aber im Thüringer Grafenkrieg (1342/1345) an die wettinischen Landgrafen von Thüringen. Landgraf Friedrich II. verpfändete die Burg an seinen Hofrichter Christian von Witzleben († 1374). Durch diesen erfolgte der Ausbau. Der älteste Teil der Burg mit trutzigen Mauern und Türmen ist dem Westflügel vorgelagert, hier sind auch Reste einer romanischen Kapelle zu besehen. Bei der Leipziger Teilung 1485 fiel die Burg dem albertinischen Herzogtum Sachsen zu. Nach der Wittenberger Kapitulation 1547 gehörte die Burg zum albertinischen Kurfürstentum Sachsen (Thüringer Kreis).
1560 und 1590 erfolgten weitere Umbauten zum Wohnschloss. Der aus der späten Renaissancezeit stammende Nordflügel ist nur noch teilweise erhalten, bietet aber immer noch ein imposantes Bild. Die Burganlage wird von einem stattlichen, in mehreren Stufen abfallenden Burggraben umgeben, der wiederum von einem Wall mit Kasematten abgegrenzt wird.
Die Burg Wendelstein und ihr verstreut liegender Besitz gehörte bis 1619 der Wendelsteiner Linie der Herren von Witzleben. 1623 gerieten Wendelstein und die dazugehörige Herrschaft als Amt Wendelstein in den unmittelbaren Besitz des Kurfürsten Johann Georg I. von Sachsen. Während des Dreißigjährigen Krieges wurde die Burg 1632 von den Pappenheimern, 1632 und 1640 von den Schweden verwüstet, danach wurden nur noch einfachere Fachwerkbauten errichtet. Von 1657 bis 1746 gehörte das Amt Wendelstein zum albertinischen Sekundogenitur-Fürstentum Sachsen-Weißenfels, wobei es ab 1686 hinsichtlich der Wirtschaft und Justiz dem Fürstentum Sachsen-Querfurt unterstand.
Im 18. Jahrhundert entstand eine weithin berühmte Pferdezucht aus Pferden polnischer, türkischer und tatarischer Rassen. Während der Freiheitskriege wurde das Gestüt am 26. Mai 1813 durch Lützower Jäger unter einem Kommando von Theodor Körner seiner Pferde beraubt. Das Gestüt wurde nicht wieder besetzt; nachdem Wendelstein 1815 durch den Wiener Kongress Preußen zugeschlagen wurde verfiel die Domäne.
1981 wurden Sanierungsarbeiten an der Burgruine durchgeführt und Wohnungen in den noch erhaltenen Gebäuden des West- und des der Unstrut zugekehrten Südflügels eingerichtet.
Im Jahre 1998 wurde die Burg versteigert. Der jetzige Besitzer kam ursprünglich aus Berlin.

## Zustand der Festungsanlage heute (2016)
In Spätgotik und Renaissance wurde die Burg Wendelstein zur Festung Wendelstein ausgebaut. Erhalten blieben davon der gewaltige Festungsgraben, Reste eines vorgelagerten Walles mit Ruinen von mehreren durch diesen hindurchdringenden Bastionen, Reste von Kasematten und die beiden durch den Wall unterirdisch verlaufenden Festungstoranlagen. Burg und Festungsanlagen sind in stark ruinösem Zustand. Von der mittelalterlichen Burg Wendelstein haben sich Grundmauern auf einem hohen Felsen und Ruinen unterhalb des Felsens erhalten. Durch einen Renaissance-Treppenturm ist der Burgfelsen bis heute besteigbar. Auf dem Felsen soll sich in der Festungszeit ein Rondell befunden haben. Neben der genannten Ruine der Burgkapelle unterhalb des Felsens sind eine Burgküche (Kaminschlot) und ein offenbar gotisches Rondell (Ruine) sowie die beiden unterirdischen Festungstoranlagen besonders sehenswert. Teile der Kasematten/Kelleranlagen wurden für Besucher gesperrt. Am Abhang zur Unstrut befindet sich die Ruine einer Wasserkunst (Turmruine), mit der die Festung einst aus der Unstrut mit Wasser versorgt wurde. Die teilweise wieder zu Wohnzwecken genutzten Schlossanlagen sind privat genutzt. Der Schlosshof ist derzeit (2016) ebenso frei zugängig wie große Teile der Ruinen.
Das vor Zeiten wehrhafte Bild wird nun durch üppig gedeihenden Grünwuchs gemildert, Wall und Graben sind von Gras überwachsen und von Bäumen umsäumt, die den Blick zum Ortsteil Wendelstein hin versperren; hingegen ist der Blick von Süden durch den kahlen, steilragenden Gipsfelsen geprägt. Vom Wendelstein aus hat der Besucher einen Ausblick ins Unstruttal und nach Thüringen.

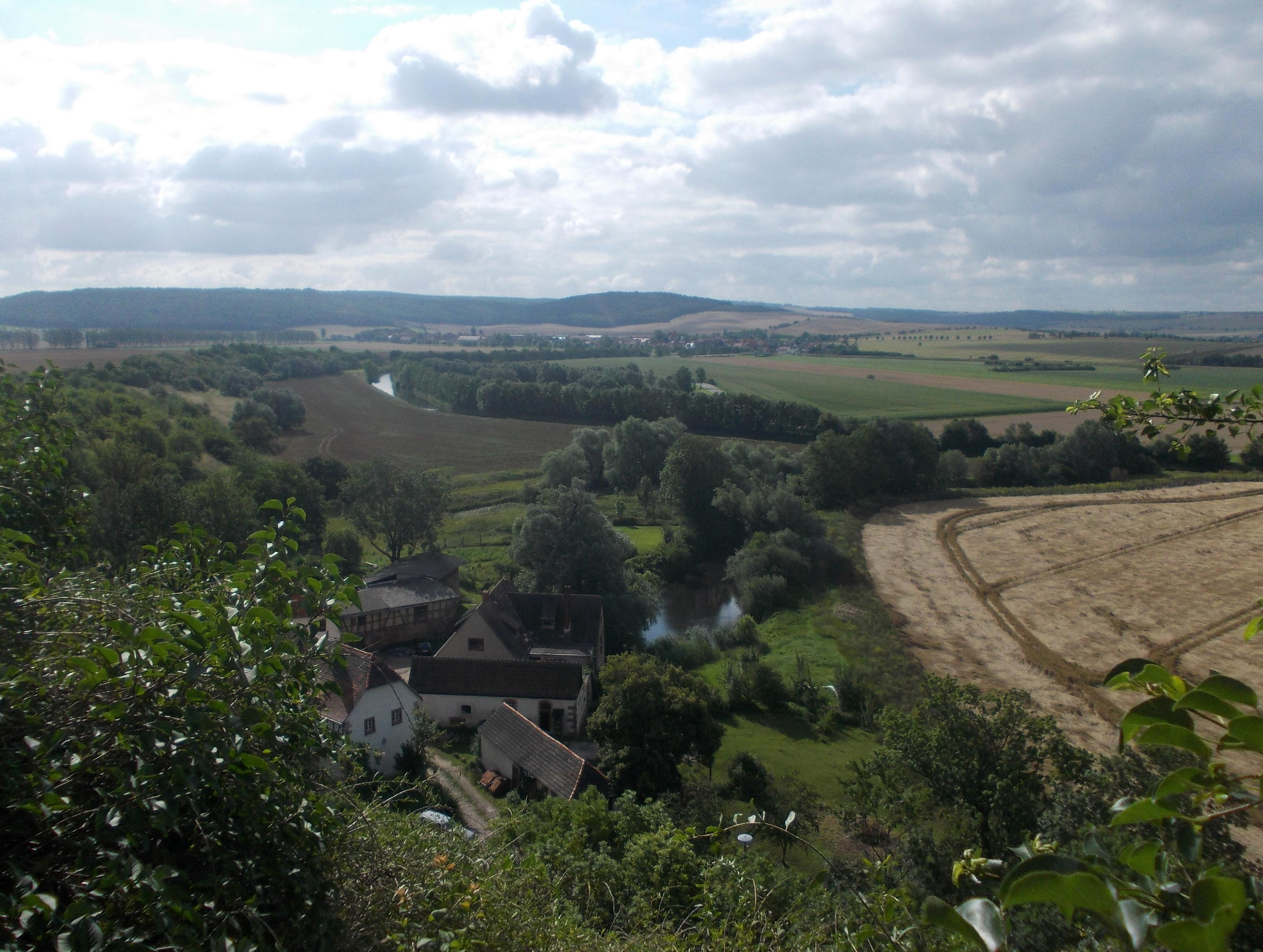
Unstruttal mit der Amtsmühle, von der Burg aus gesehen

## Archäologische Befunde
Archäologische Funde deuteten darauf hin, dass in Wendelstein wohl schon eine bronzezeitliche Höhensiedlung bestand. Ausgelöst durch die Entdeckung der Himmelsscheibe von Nebra erfolgte 2006 durch den Bereich für Ur- und Frühgeschichte der Friedrich-Schiller-Universität Jena eine Grabung im von der DFG geförderten Projekt „Der Aufbruch zu neuen Horizonten. Die Funde von Nebra, Sachsen-Anhalt, und ihre Bedeutung für die Bronzezeit Europas“. Zunächst lag der Schwerpunkt der Untersuchungen auf den Höhensiedlungen. In die Untersuchungen wurden letztendlich auch zwölf Fundplätze der Makroregion um Nebra (Umkreis von 40 km) einbezogen. Ziel war es, das tatsächliche Aussehen dieser Höhensiedlungen zu ergründen und zu klären, ob es Zentralorte waren, die, wie vermutet, die Funktion von befestigten Kontrollorten für den Handel an topographisch günstig gelegenen Punkten innehatten und ob sie repräsentative Zeichen einer gehobenen Schicht darstellten. Bei den Grabungen in Wendelstein wurden gezielt die den Hohlweg säumende Wallstruktur und zwei weitere geophysikalisch vielversprechende Stellen aufgedeckt. Dabei ließ sich der Schichtaufbau des Walls klar nachvollziehen. Er wird aus einer unter dem Humus liegenden Schicht gebildet, die die vorgeschichtlichen Befunde überdeckt und ist somit jünger als diese. Unter den Befunden konnte unter anderem eine eisenzeitliche Vorratsgrube mit dem Skelett einer Ziege freigelegt werden. Andere Funde deuten auf eine Nutzung des Fundplatzes schon in der späten Bronzezeit.

## Der Ort Wendelstein
Im Ort gibt es zurzeit nur eine Schafzucht. Die Pferdezucht wurde nach Streit um den Besitz eingestellt.